# American Kids
«American Kids» (с англ. — «Американские дети») — песня американского кантри-певца и автора-исполнителя Кенни Чесни, вышедшая 20 июня 2014 года в качестве первого сингла с его 16-го студийного альбома The Big Revival (2014).

## Отзывы
Песня получила в основном хорошие отзывы критиков с некоторыми смешанными реакциями. Мэтт Бьорк из Roughstock описал песню как «наполненную грувом» с «идеальной» подачей Чесни, отметив, что «чутьё на ностальгию» авторов оживило песню, а также что «окончательное производство трека легко делает его чем-то, что радио и фанаты наверняка съедят». Песня была описана как «запоминающаяся» и «очень лёгкая для восприятия», а Мелинда Ньюман из Billboard считает, что песня «захватывает дух американской молодёжи так, как это когда-то делал Джон Мелленкамп». For the Country Record назвал песню «освежающе оригинальной», поскольку она не следует «нынешним кантри-клише» о хвостах, пиве и девушках, Country Perspective назвал трек «хорошей песней, весёлой и легкомысленной», которую трудно ненавидеть, но все же не полюбил её.

## Музыкальное видео
Режиссёром музыкального видео выступил Шон Сильва, а премьера состоялась 30 июня 2014 года.
В нём Чесни веселится и занимается музыкой с группой молодых людей в ярко раскрашенном школьном автобусе. Некоторые считают, что автобус в клипе — это отсылка к Кену Кизи и неформальной субкультуре «Весёлые проказники» и их автобусу Further. По словам Чесни, «дух этой вещи — песни, автобуса, идеи того, что дети катаются, веселятся, играют музыку и просто празднуют жизнь, — заставляет вас принять участие», и что «fun — это то, где и как вы его делаете».

## Чарты
| Чарт (2014)                         | Высшая позиция |
| ----------------------------------- | -------------- |
| Канада (Billboard Canadian Hot 100) | 27             |
| Канада Country (Billboard)          | 1              |
| Чехия (Singles Digitál Top 100)     | 66             |
| Словакия (Singles Digitál Top 100)  | 74             |
| США (Billboard Hot 100)             | 23             |
| США (Billboard Country Airplay)     | 1              |
| США (Billboard Hot Country Songs)   | 2              |

| Чарт (2014)                      | Позиция |
| -------------------------------- | ------- |
| Canada Canadian Hot 100          | 88      |
| US Billboard Hot 100             | 73      |
| US Country Airplay (Billboard)   | 33      |
| US Hot Country Songs (Billboard) | 6       |

## Сертификации
| Регион                                                                      | Сертификация  | Продажи   |
| --------------------------------------------------------------------------- | ------------- | --------- |
| США (RIAA)                                                                  | 4× Платиновый | 4 000 000 |
| Данные о продажах + прослушиваниях приведены только на основе сертификации. |               |           |